# Diatriba
La diàtriba, o diatrìba (dal lat. diatrĭba, a sua volta dal gr. διατριβή), è una forma di argomentazione della filosofia greca. Il termine contiene in sé il concetto di contrasto, di attrito, che, però, conduce a un risultato positivo; il significato etimologico è quello di consumo del tempo e di tempo dedicato allo studio. 
La diatriba è una discussione, conversazione, o conferenza, su luoghi comuni etici che si rivolge a un pubblico generale, più ampio di quello della scuola filosofica di appartenenza. La discussione può assumere connotazione particolarmente violenta e aggressiva e, non di rado, ricorre all'ironia e alla demistificazione. Fu molto usata, in particolar modo, dai cinici e dagli stoici (si parla, a volte, di diatriba cinico-stoica). 
L'uso della diatriba risale a Socrate, mentre, nell'età ellenistica, rimanda a Diogene. Bione di Boristene, vissuto tra il 325 e il 255 a.C., la elevò a genere letterario nelle sue Diatribe, tramandate in frammenti. Cicerone vi si riferisce come a trattati di morale destinati al popolo.
La si ritrova nella letteratura latina: ad esempio, nelle Satire di Orazio, che ne riproducono le caratteristiche, e nei Dialoghi di Seneca.

## Storicizzazione della parola
La parola diatriba viene recepita con sfumature diverse e ciò è testimoniato da significati mancanti di una adeguata esattezza reperibili in Dizionari ed Enciclopedie. Nel Dizionario Enciclopedico moderno del 1942 si legge: «Disputa aspra. Discorso violento contro alcuno, con accuse gravi». Negli anni Settanta del Novecento l'Enciclopedia Curcio fa emergere l'aspetto culturale insito nella parola: «Dissertazione, conferenza di carattere divulgativo». A fine secolo XX l'Enciclopedia Zanichelli dà un più congruo significato al termine, cogliendone l'ambiguità e storicizzandolo, riportandone entrambi i significati: «1 Discussione filosofico - letteraria, ricca di aneddoti, proverbi, spunti satirici che presso gli antichi greci era rivolta ad un pubblico popolare. (...). 2 Discorso violento pieno di accuse, rimproveri e sim.». In ogni caso per diatriba si intende il genere letterario che, nel lavoro di Nicola Terzaghi, accoglie le radici della satira sviluppandosi dallo Stoicismo e dal Cinismo per giungere a Menippo di Gadara: «Il primo vero rappresentante, se non proprio l'inventore, della satira derivata dalla diatriba, ma intesa come componimento a sé (...) fu Menippo di Gadara».